# بيتر جيرهارد
بيتر جيرهارد (بالإنجليزية: Peter Gerhard)‏ هو جغرافي أمريكي، ولد في 26 سبتمبر 1920 في إيفانستون في الولايات المتحدة، وتوفي في 15 فبراير 2006 في فاينس ‏ في فرنسا.